# Medénychi
Medénychi (ucraniano: Меде́ничі; polaco: Medenice) es un asentamiento de tipo urbano de Ucrania perteneciente al raión de Drohóbych en la óblast de Leópolis.
En 2017, la localidad tenía 3379 habitantes. Desde 2020 es sede de un municipio con una población total de más de dieciocho mil habitantes, que incluye como pedanías 17 pueblos: Verjni Dorozhiv, Voloshcha, Voroblévychi, Horodkivka, Hrushiv, Dáliava, Dovhe, Zadý, Korosnytsia, Letnia, Lítynia, Opory, Rivne, Rípchytsi, Róliv, Solonske y Tyniv.
Se conoce la existencia de la localidad desde 1395, cuando se menciona en un documento de Vladislao II de Polonia. En sus orígenes se desarrolló como un pueblo dedicado a la apicultura. Su principal monumento es una iglesia de madera construida en 1644.
Se ubica unos 20 km al noreste de la capital distrital Drohóbych, sobre la carretera que lleva a Leópolis.